# Eparchie kamenská
Eparchie Kamensk je eparchie ruské pravoslavné církve nacházející se v Rusku.

## Území a titul biskupa
Zahrnuje správní hranice území Asbestovského, Belojarského, Bogdanovičského, Verchnějedubrovského, Zarečnyjského, Kamenského, Kamensk-Uralského, Kamyšlovského, Pyšminského, Reftinského, Sucholožského, Talického, Tugulymského okruhu a rajónu Sverdlovské oblasti.
Eparchiálnímu biskupovi náleží titul biskup kamenský a kamyšlovský.

## Historie
Eparchie byla zřízena rozhodnutím Svatého synodu dne 27. července 2011 oddělením území z jekatěrinburské eparchie.
Dne 6. října 2011 byly eparchie kamenská, jekatěrinburská a nižnětagilská zařazeny do jekatěrinburské metropole.
Dne 28. prosince 2018 byla z části území eparchie zřízena nová eparchie alapajevská.
Prvním eparchiálním biskupem se stal igumen Serafim (Kuzminov), duchovní tulské eparchie.

## Seznam biskupů
- 2011–2011 Serafim (Kuzminov)
- 2011–2012 Kirill (Nakoněčnyj), dočasný administrátor
- 2012–2013 Sergij (Ivannikov)
- 2013–2014 Kirill (Nakoněčnyj), dočasný administrátor
- od 2014 Mefodij (Kondratěv)